# Pont levant de la rue de Crimée
Pour le pont sur le détroit de Kertch, voir Pont de Crimée.
Le pont levant de la rue de Crimée est un pont levant situé à l'intersection du bassin de la Villette et du canal de l'Ourcq, dans le 19e arrondissement de Paris. Il permet à la rue de Crimée de traverser le canal, et relie le quai de l'Oise, sur le côté nord-ouest du canal, au quai de la Marne, sur le côté sud-est du canal.
Mis en service en 1885, le dernier pont levant de la capitale connaît encore chaque année près de 9 000 manœuvres. Lorsque le pont levant est en action pour laisser passer un bateau, les piétons peuvent traverser à côté sur une passerelle fixe et surélevée : la passerelle de la rue de Crimée.

## Situation et accès

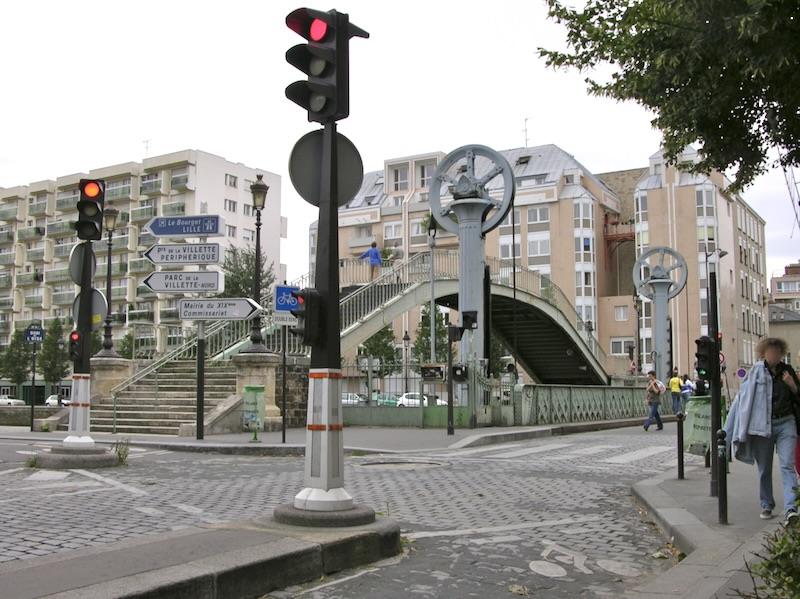
Apparence actuelle du pont levis du canal de l'Ourcq

Le pont levant de la rue de Crimée et sa passerelle piétonnière accolée sont situés à l'intersection du canal de l'Ourcq, dans sa section également dénommée second bassin de la Villette, avec le premier bassin de la Villette. Il permet la continuité de la rue de Crimée, lors de son croisement avec la voie fluviale, dans le 19e arrondissement de Paris.
Ce site est desservi par les stations de métro Crimée,  Riquet, Ourcq et Laumière.

## Origine du nom
Il porte le nom de la rue qui y conduit.

## Historique

### Origine

#### Création des canaux de Paris
Après plusieurs projets n'ayant pas abouti, c'est le Consulat qui promulgue, le 29 floréal an X (19 mai 1802), une loi prescrivant la création du canal de l'Ourcq, du bassin de la Villette et d'un canal, à écluses, ayant son origine dans la Seine, en dessous du bassin de l'Arsenal pour rejoindre Saint-Denis en traversant les deux premiers nommés. L'objet de cette loi est d'assurer les besoins d'alimentation en eau de la ville de Paris. Le chantier débute par le canal de l'Ourcq. Le projet est modifié en 1805, par une décision de l'empereur Napoléon Ier selon laquelle les profils des voies d'eau doivent être modifiés pour permettre le passage de « bateaux de moyenne grandeur ».

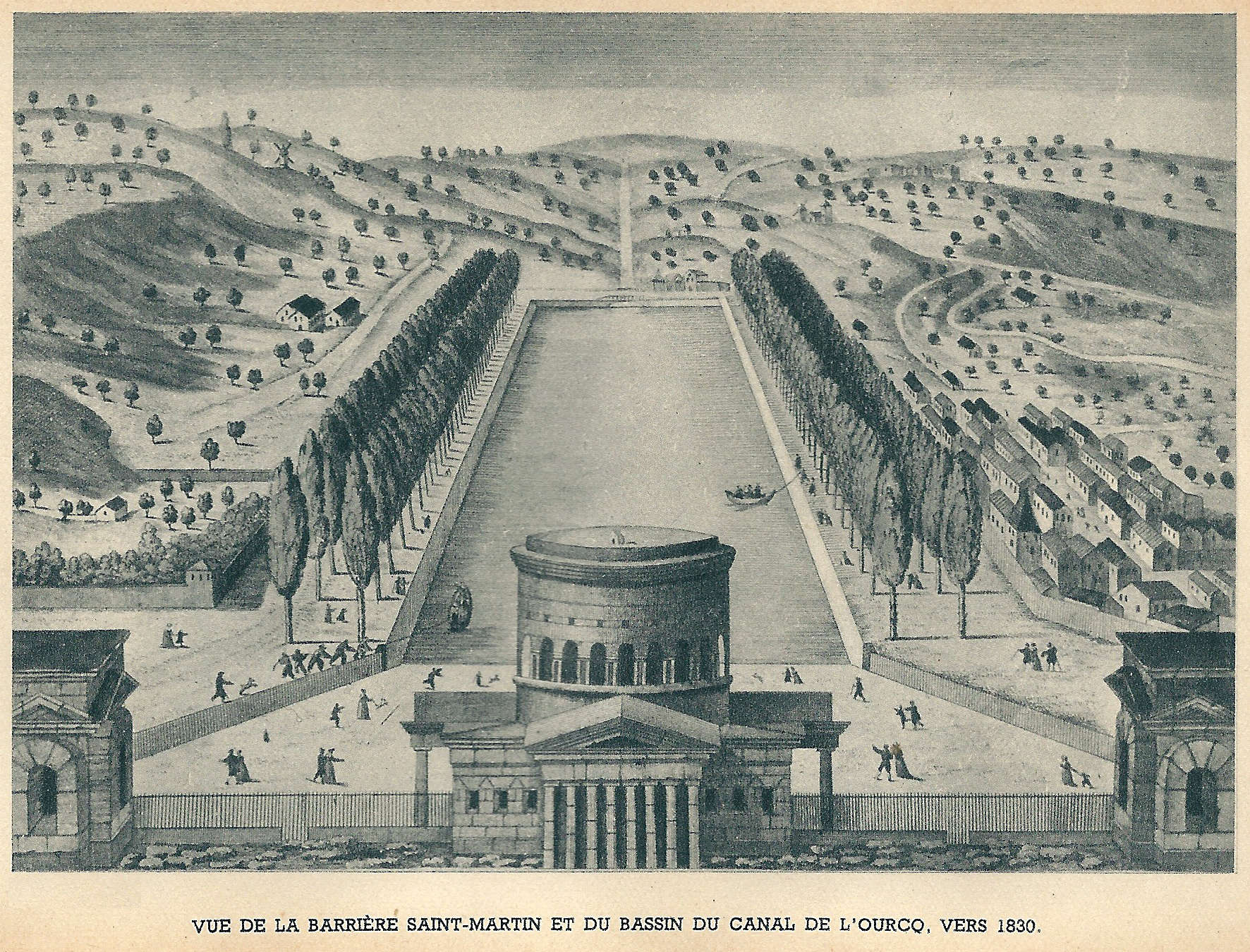
Vue d'artiste idéalisée du bassin de la Villette et du canal de l'Ourcq (avant 1822).

Le bassin de la Villette, terminé en 1808, est mis en eau cette même année. Le chantier du canal Saint-Denis débute en décembre 1811, et la section de Claye-Souilly à Paris du canal de l'Ourcq est ouverte à la navigation le 15 août 1813. Les chantiers sont interrompus en janvier 1814, du fait de la bataille de Paris. Durant la période trouble qui suit (abdication de Napoléon Ier et Première Restauration), les chantiers restent en suspens. Lors des Cent-Jours, des travaux reprennent du fait de l'affectation d'un crédit de 1 245 000 francs. Au début de la Seconde Restauration, seuls quelques chantiers sont maintenus mais il ne s'agit que de « mouvements de terre », financés sur des fonds de secours attribués pour venir en aide à la population.
Une commission est créée en janvier 1815 pour rendre un avis définitif sur l'ensemble de ce projet. Elle rend ses conclusions le 25 avril 1816 ; celles-ci confirment, notamment, que ces canaux doivent être navigables et qu'il faut en terminer l'exécution. Suit une période durant laquelle les services de l'État sont restructurés et à la fin de l'année 1817, après la nomination du nouveau directeur général des ponts et chaussées, il est convenu que les ressources de l'État et de la ville de Paris ne permettent pas la reprise et la finition des travaux. La solution envisagée est de rechercher une Compagnie privée.
En février 1818, à l'instigation de l'ingénieur en chef Pierre-Simon Girard, est créée la Compagnie Vassal et Saint-Didier, dont le principal actionnaire est M. Hainguerlot. Par un traité, elle obtient la concession pour 99 ans du canal Saint-Denis et du canal de l'Ourcq, de Mareuil jusques et y compris le bassin de la Villette, à charge pour elle de construire à ses frais le canal Saint-Denis suivant les projets approuvés et d'achever la construction du canal de l'Ourcq dans un délai de quatre années. Ce traité précise également que la Ville de Paris fait l'acquisition des terrains nécessaires à l'emplacement et aux dépendances du canal Saint-Denis et lui verse 7 500 000 francs pour la finition du canal de l'Ourcq. La compagnie est alors renommée Compagnie des canaux de l'Ourcq et de Saint-Denis. Le canal Saint-Denis est ouvert le 13 mai 1821 et le canal de l'Ourcq à la fin de l'année 1822.

#### Le pont tournant sur le canal de l'Ourcq à la Villette (1874)

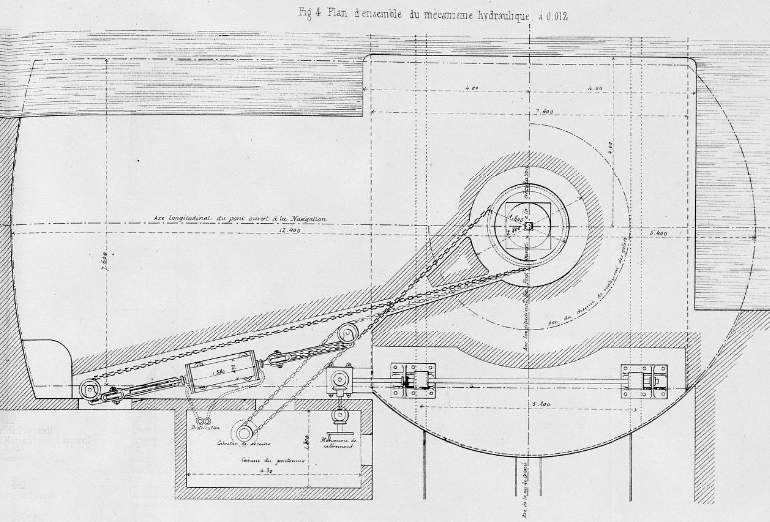
Plan d'ensemble du mécanisme hydraulique actionnant le pont tournant de 1874 sur le canal de l'Ourcq.

Ce pont tournant a été construit en 1874,, en remplacement d'un pont en bois incendié en 1871 sous la Commune de Paris. Alors en service, il est décrit en 1875 dans les Annales des ponts et chaussées. Situé dans l'axe de la rue de Crimée, à l'extrémité nord du bassin de la Villette, il permet le franchissement du canal de l'Ourcq par deux voies charretières, deux trottoirs latéraux et un trottoir intermédiaire. Les bateaux disposent d'une passe large de 7,94 mètres. Ce pont, d'une longueur totale de 17,80 m et d'une largeur de 7,60 m, est à une seule volée. « La volée, ou partie mobile, tourne sur un pivot scellé dans la maçonnerie et coiffé d'une crapaudine fixée sur un cadre métallique ; le pivot est à 4 mètres du parement du bajoyer, la crapaudine est sur l'axe du pont. La volée a 12,40 m de rayon et la culasse 5,40 m seulement : le poids total du pont, y compris la fonte placée dans la culasse pour équilibrer la volée, est de 75 tonnes ».
La manœuvre du pont est assurée par une machinerie hydraulique fonctionnant avec de l'eau provenant du réservoir de Ménilmontant. L'eau arrive avec une pression de 45 mètres de hauteur, ce qui correspond à 4,35 at ; « mais en réalité elle n'agit qu'avec une pression qui ne dépasse pas 3,50 at : il en résulte sur le piston un effort de 5 740 kg suffisant pour la manœuvre du pont ». Le fonctionnement du mécanisme est décrit ainsi : « une roue horizontale de 1,80 m de diamètre, solidaire avec l'ossature du pont, et située au-dessous, est entourée d'une chaine qui l'embrasse environ sur les deux tiers de sa circonférence. Les deux brins de cette chaîne se croisent, et après avoir passé sur des poulies, vont s'attacher par leur extrémités à deux tiges de fer qui, d'autre part, se fixent sur les deux faces d'un piston : ce piston se meut dans un cylindre horizontal de 0,450 m de diamètre dont les bases sont traversées, dans des boîtes à étoupe, par les tiges dont nous venons de parler. Le piston se meut dans un sens ou dans l'autre, suivant qu'il subit la pression de l'eau sur l'une ou l'autre face : sa course est de 1,375. Suivant qu'un appareil spécial de distribution envoie l'eau en pression d'un côté ou de l'autre, le piston se meut, entraînant, par l'intermédiaire des tiges rigides, la chaîne qui fait tourner le pont dans un sens ou dans l'autre ».
En cas de panne du système hydraulique, la manœuvre peut être effectuée à la force des bras. Un cabestan permet d'enrouler les chaînes de manœuvre afin d'effectuer la rotation du pont.

### Remplacement du pont tournant par le pont levant (1885)

#### Contexte
La concession n'ira pas jusqu'à son terme ; en effet, le 22 avril 1876, un décret d'expropriation pour cause d'utilité publique permet son rachat par la ville de Paris. Cela concerne, notamment, l'ensemble des canaux de l'Ourcq et de Saint-Denis, avec les installations et le matériel fixe et mobile utilisé pour l'exploitation. Le coût de ce rachat, est de quarante-six annuités de 540 000 francs, payé par la ville de Paris à la compagnie concessionnaire.
Après ce rachat, l'état des canaux et de leurs installations est étudié. Il est décidé qu'il est nécessaire d'effectuer une réfection intégrale et qu'il faut également augmenter le tirant d'eau du Canal Saint-Denis et du bassin de la Villette, établi à deux mètres, du fait de l'approfondissement à 3,20 m réalisé sur la Seine. En 1880, l'ingénieur en chef Buffet et l'ingénieur ordinaire A. Durand-Claye élaborent un programme de reconstruction avec accroissement du tirant d'eau à 3,20 m. L'une des contraintes est que ces chantiers doivent être réalisés sans interrompre la navigation et les divers services, notamment le fonctionnement des égouts et des canalisations. La réalisation de ce programme débute en 1881.
En 1882, le port de la Villette, « l'un des premiers de France », permet : le déchargement de 1 100 000 tonnes, l'embarquement de 200 000 t et le transit de 600 000 t de marchandises. Ce port est composé de deux bassins, larges de 70 m et 30 m, séparés par un chenal, de 60 m de long pour 11 m de large, sur lequel se situe le pont tournant qui permet le passage de la circulation de la rue de Crimée atteignant quotidiennement 4 000 colliers. Le pont tournant est en moyenne manœuvré 25 fois par jour, pour le passage des bateaux. Ces manœuvres interrompent la circulation sur la rue de Crimée, pendant des durées variables, qui vont de 15 minutes pour un bateau à vapeur isolé à une heure pour un convoi transportant le plus lourd tonnage.

#### Choix d'un nouveau type de pont
Après la décision d'amélioration du passage, entre les deux bassins du port de la Villette, en lui donnant une largeur de 15 m et une profondeur de 3,20 m, l'exécution de ce travail est confiée à l'ingénieur des ponts et chaussées Louis Le Chatelier, sous la direction du concepteur, l'ingénieur en chef Edmond Humblot et avec l'assistance du conducteur des ponts et chaussées Briolet.

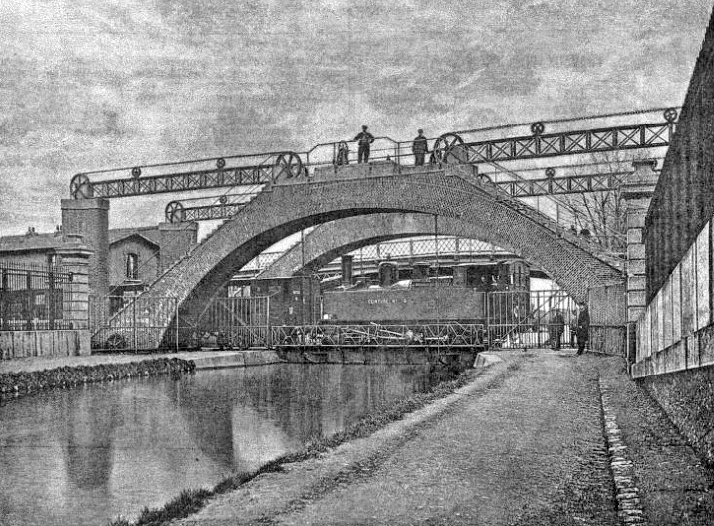
Pont levant, inauguré en 1868, mettant en communication les voies de la gare du marché aux bestiaux de la Villette avec celles des abattoirs, situées de part et d'autre du canal de l'Ourcq.

Sont écartés les ponts de type « pont tournant » et « pont roulant », car l'empiètement de la culasse viendrait « gâter les accès », et « pont-levis » car il  a besoin, lorsqu'il est de grande taille, de substructures importantes, alors que le site présente une insuffisance de hauteur disponible sous la chaussée. Par défaut, il ne reste que le choix d'un pont levant. Deux ouvrages basés sur ce type sont présents en France. L'un, situé sur le canal de l'Ourcq au niveau des abattoirs de la Villette, permet le passage des trains, un ou deux par jour, qui empruntent un embranchement particulier de la ligne de Petite Ceinture ; construit en 1868 par François Mantion, il dispose d'un tablier, long de 8,50 m, suspendu à des treuils montés sur une arcature supérieure en maçonnerie ; il est maintenu en position normale à 5 m au-dessus de la surface de l'eau du canal, sauf lors du passage d'un train. L'autre, situé au Creusot, ne s'élève que de 2,70 m par l'action de quatre vérins d'angle, dont le synchronisme n'est pas sécurisé ; sa manœuvre est rare et excessivement lente.
Des ponts levants construits aux États-Unis présentent tous comme caractère commun d'avoir une charpente métallique, située au-dessus du tablier lorsqu'il est positionné à sa hauteur maximum, qui porte le mécanisme et l'unique moteur, fonctionnant à vapeur, à gaz ou à eau. Le « mécanisme se compose de poulies sur lesquelles passent des chaînes fixées, d'une part aux poutres du pont, de l'autre à des contrepoids d'équilibre, et de treuils dont les chaînes renvoyées verticalement attaquent le pont en un certain nombre de points des poutres ». L'avantage est que le synchronisme de l'ascension est assuré du fait que l'ensemble des « treuils sont manœuvrés simultanément par l'unique moteur ». Néanmoins, ce dispositif est considéré comme « inélégant au dernier point, et la dépense en métal qu'il nécessite ne peut se justifier que par des cours momentanés de la matière, au lieu d'emploi ».
Finalement, les ingénieurs renoncent à reprendre un type de pont existant, car « à Paris, les circonstances n'étaient pas les mêmes et les exigences esthétiques du public sont différentes », et proposent un programme succinct aux constructeurs. Seul le constructeur de génie civil Fives-Lille répond à l'appel d'offres le 10 janvier 1884 avec un coût de 140 000 francs. Sa proposition est acceptée lors de la délibération du conseil municipal du 31 mars 1884 ; elle prévoit un pont levant qui pèse 85 tonnes, avec son tablier ; « il est équilibré par quatre contrepoids d'angle qui évoluent en dessous du plan d'eau dans des puits en maçonnerie étanche. La partie apparente du mécanisme ne comprend que les chaînes, les poulies d'équilibre et leurs supports, qui sont des colonnes en fonte, d'aspect décoratif. Le pont étant équilibré, les efforts d'ascension et de descente sont égaux ».
Fives-Lille dépose un brevet de quinze ans sur ce procédé le 14 décembre 1883,.

#### Chantier première phase
Le premier problème important à résoudre est celui posé par la présence, sous la rue de Crimée, d'un important collecteur dont l'extrados de la voûte est situé à la profondeur du bassin, soit 2 m, ce qui nécessite de l'abaisser de 1,20 m pour tenir compte de la nouvelle profondeur établie à 3,20 m. Les impératifs sont de conserver à la cunette une cote égale à la situation précédente pour éviter un siphon, de permettre le passage des éléments indépendants qui s'y trouvent (les services télégraphique, téléphonique et pneumatique) ainsi que de deux conduites de 0,40 m et 0,60 m de diamètre, de ne pas interrompre les services de l'ancienne canalisation pendant les travaux. Le chantier doit se dérouler pendant la période de chômage du canal qui, en 1884, est prévue du 29 juin, arrêt de la navigation, au 18 juillet, reprise de la navigation.

### Suite
À l'époque de sa construction, c'était le troisième pont levant à être érigé en France ; de nos jours, il s'agit du dernier du genre situé à Paris.
Le pont levant et la passerelle attenante sont inscrits au titre des monuments historiques depuis un arrêté du 12 février 1993.
L'ensemble, passerelle et pont, a été entièrement rénové en 2010-2011,. Il fonctionnait jusqu'alors à l'eau potable et consommait 2 m3 d'eau pour chaque manœuvre. Ce gaspillage a été réduit en dotant le pont d'une centrale hydraulique moderne plus adaptée. Il a également été modernisé grâce à sa télégestion depuis le poste de commande de la première écluse du canal Saint-Denis. Le coût de cette rénovation était estimé à 3,8 millions d'euros.

## Bâtiments remarquables et lieux de mémoire
- Place de l'Édit-de-Nantes
- Brigade de sapeurs-pompiers de Paris (centre de secours Bitche), place de Bitche
- Square Serge-Reggiani, réputé pour ses paulownias et doté d'un kiosque à musique[37]
- Église Saint-Jacques-Saint-Christophe de la Villette
- Marché de Joinville, à proximité.

Illustrations du pont et de la passerelle
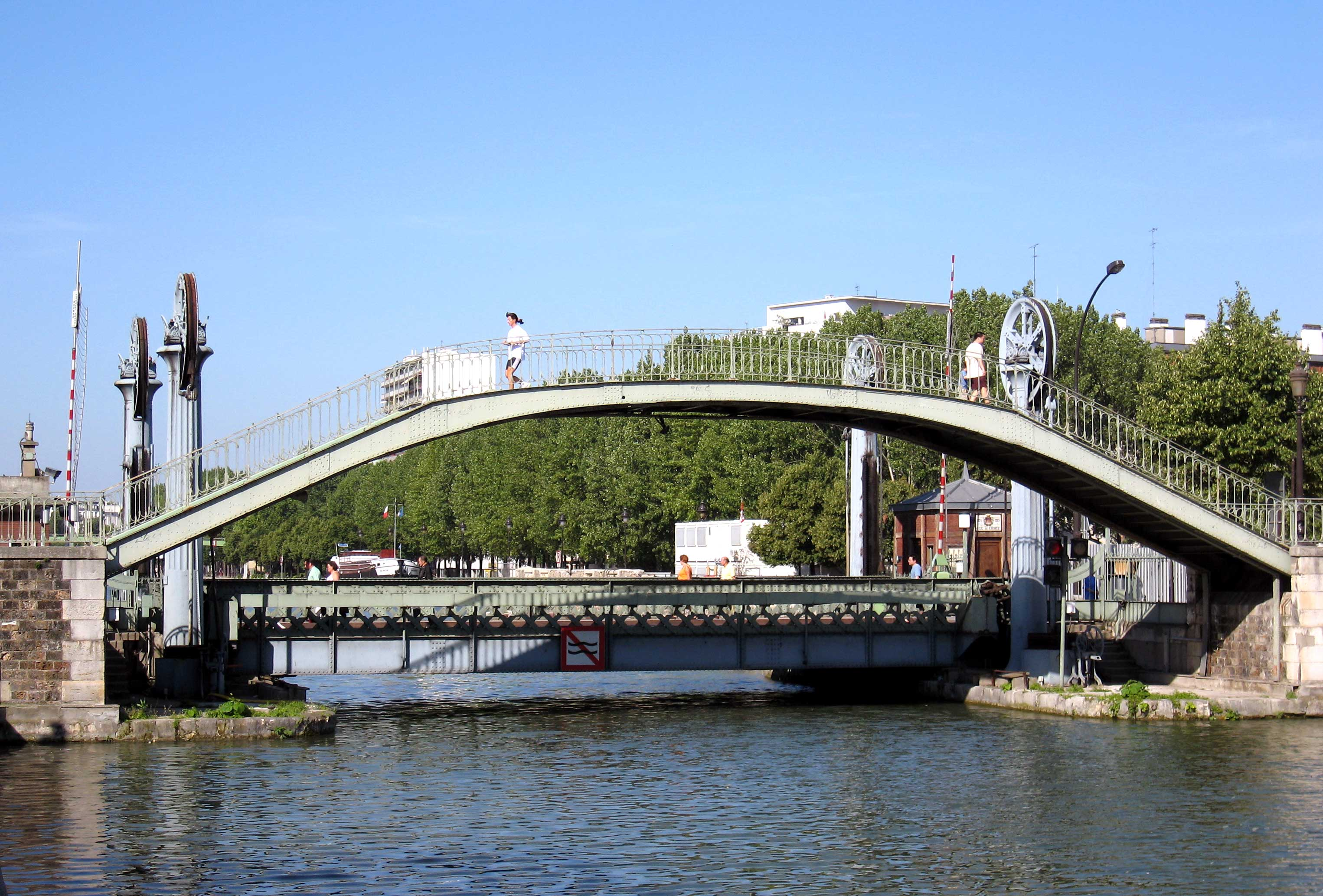
La passerelle piéton au premier plan, le pont en position basse derrière.
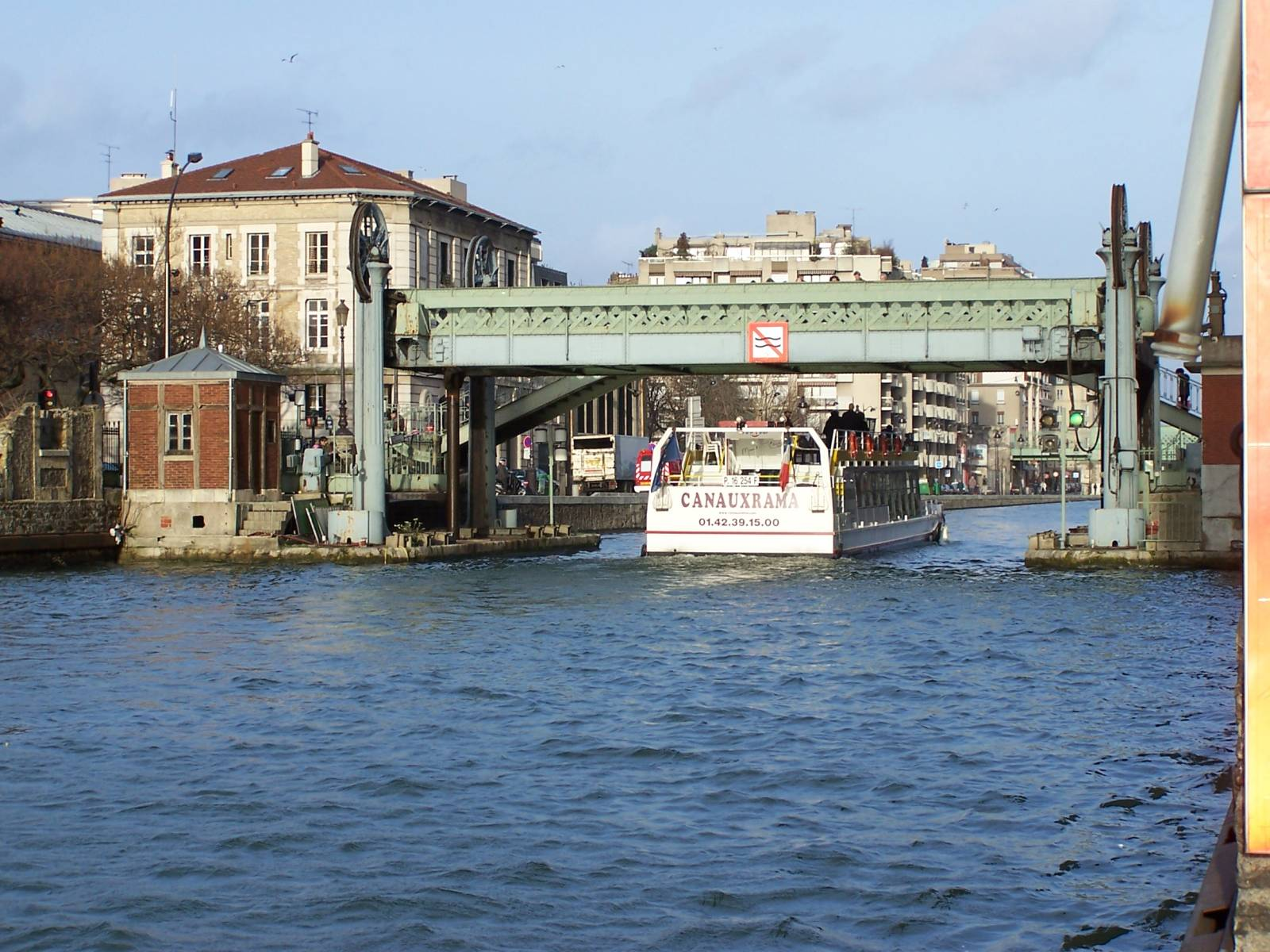
Le pont en position haute devant, la passerelle pour piétons derrière.
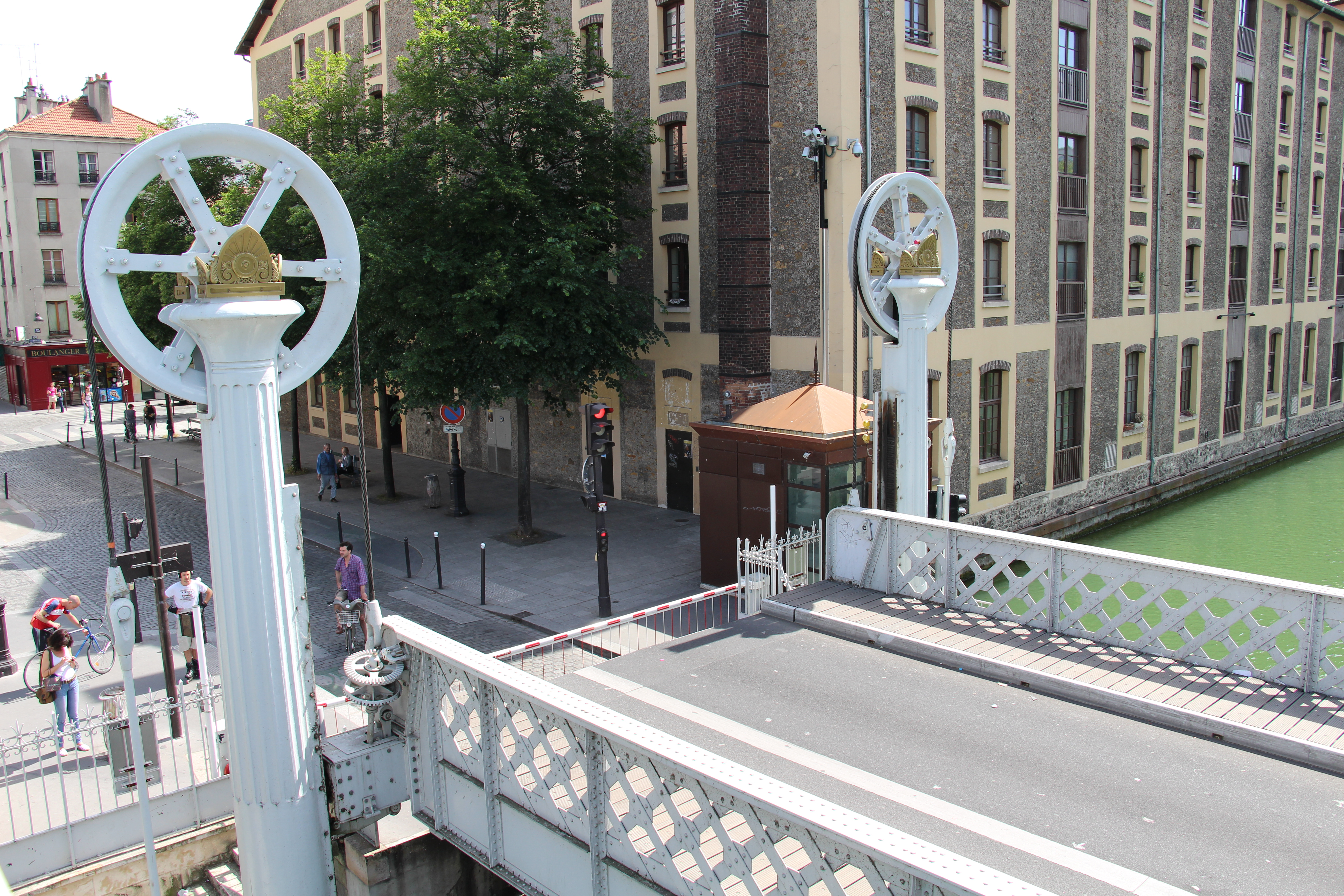
Système de levage du pont.
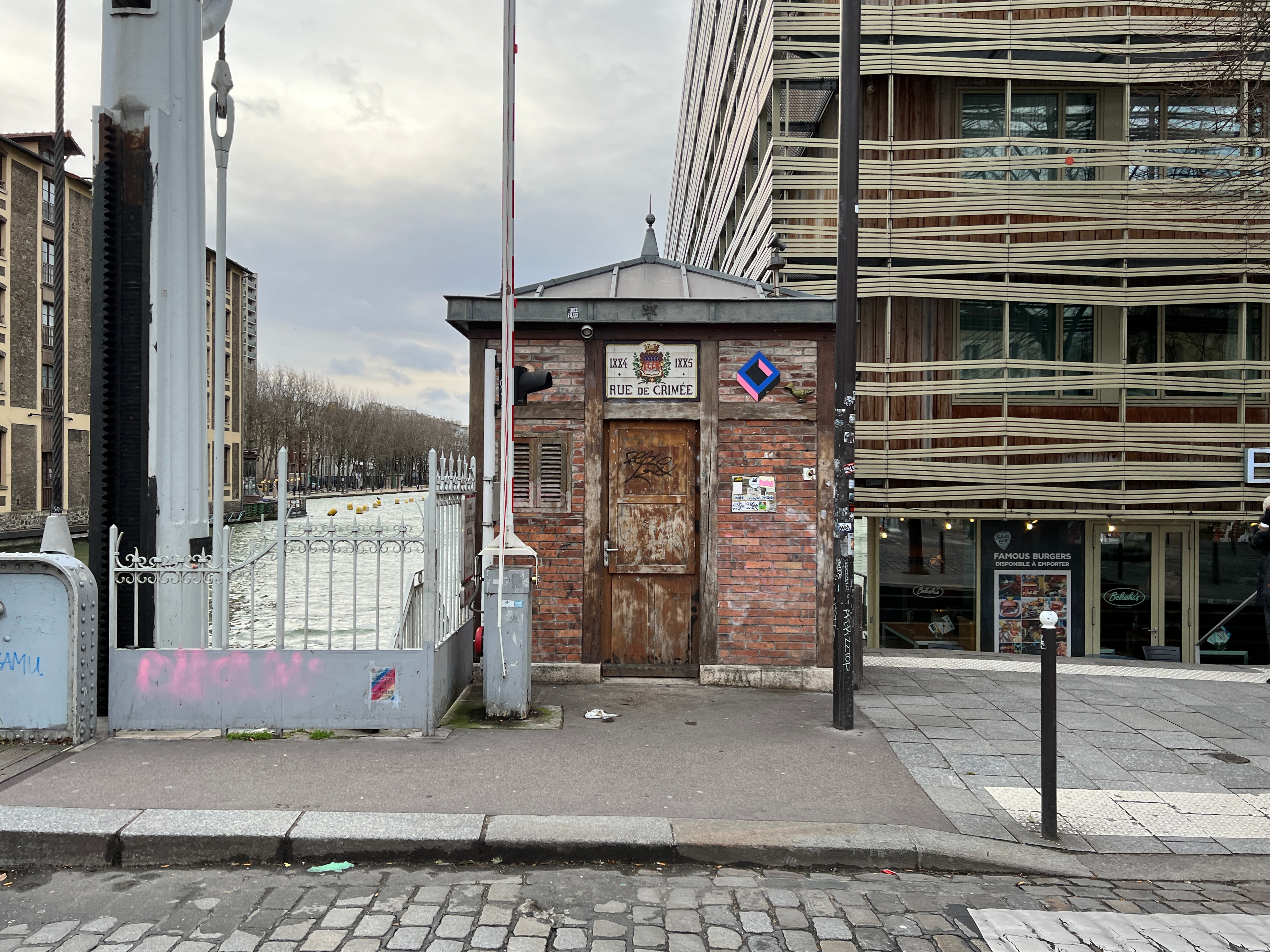
Bâtiment annexe du pont.
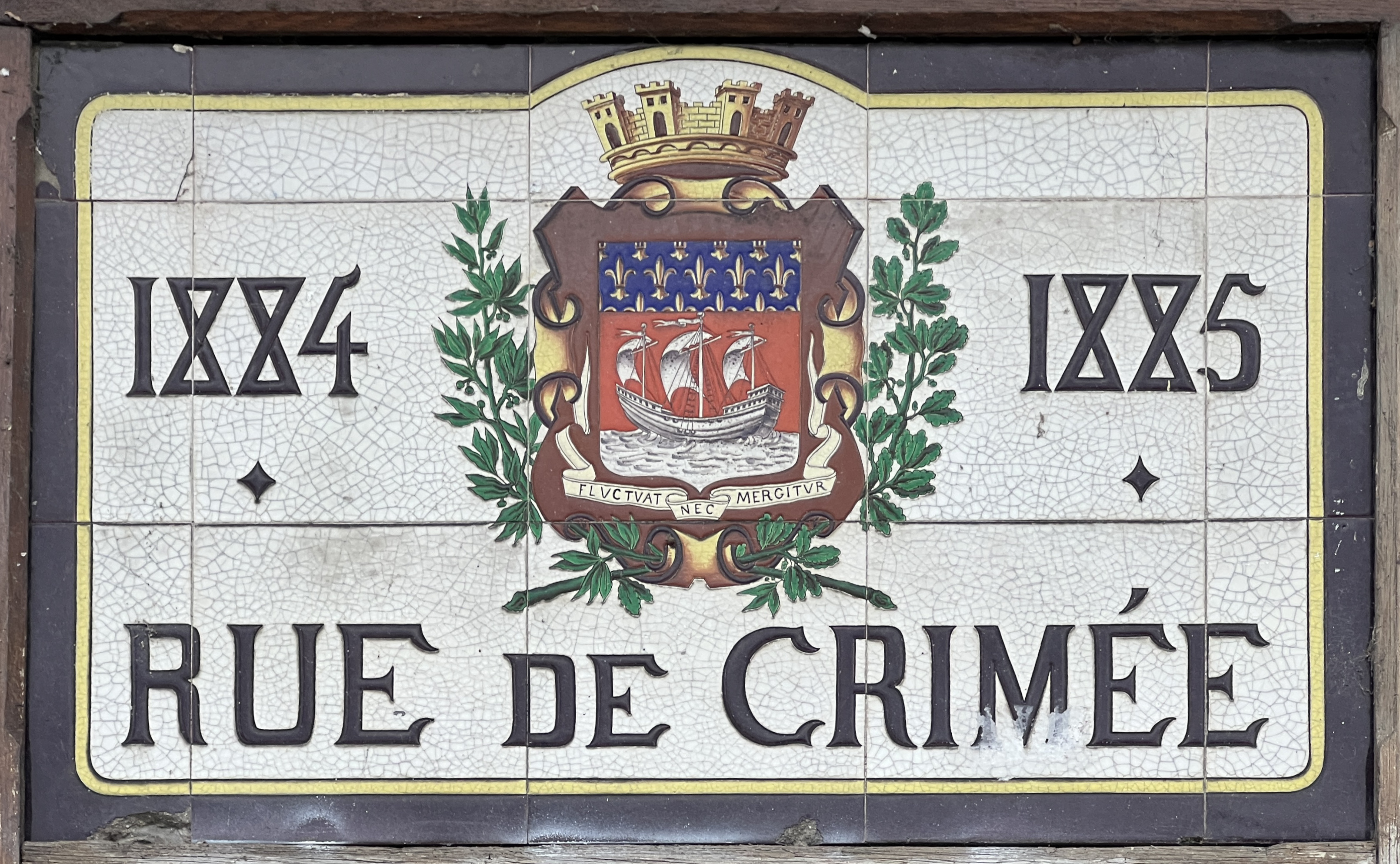
Plaque sur le bâtiment annexe, avec la date de construction du pont et le blason de Paris.